# Pedley
Pedley és una concentració de població designada pel cens dels Estats Units a l'estat de Califòrnia. Segons el cens del 2000 tenia 11.207 habitants.

## Demografia
Segons el cens del 2000, Pedley tenia 11.207 habitants, 3.180 habitatges, i 2.636 famílies. La densitat de població era de 851,8 habitants/km².
Dels 3.180 habitatges en un 47,7% hi vivien nens de menys de 18 anys, en un 63,9% hi vivien parelles casades, en un 11,9% dones solteres, i en un 17,1% no eren unitats familiars. En el 12,4% dels habitatges hi vivien persones soles el 5% de les quals corresponia a persones de 65 anys o més que vivien soles. El nombre mitjà de persones vivint en cada habitatge era de 3,48 i el nombre mitjà de persones que vivien en cada família era de 3,76.
Per edats la població es repartia de la següent manera: un 33% tenia menys de 18 anys, un 9% entre 18 i 24, un 29,5% entre 25 i 44, un 21,3% de 45 a 60 i un 7,2% 65 anys o més.
L'edat mediana era de 32 anys. Per cada 100 dones de 18 o més anys hi havia 97,1 homes.
La renda mediana per habitatge era de 60.567 $ i la renda mediana per família de 63.239 $. Els homes tenien una renda mediana de 40.227 $ mentre que les dones 26.508 $. La renda per capita de la població era de 20.623 $. Entorn del 4,7% de les famílies i el 8,7% de la població estaven per davall del llindar de pobresa.

## Poblacions més properes
El següent diagrama mostra les poblacions més properes.